# Slavín (Neustupov)
Slavín je samota v okrese Benešov, součást obce Neustupov. Leží v katastrálním území Broumovice. Nachází se cca 2 km východně od Neustupova. Jsou zde evidovány pouze 2 adresy.

## Historie
První písemná zmínka o vesnici pochází z roku 1386.